# Ga Samyang
Ga Samyang (Tiếng Hàn: 삼양역, Hanja: 三陽驛) là ga trên Tuyến Ui-Sinseol nằm ở Mia-dong, Gangbuk-gu, Seoul. Nó được khai trương vào ngày 2 tháng 9 năm 2017.

## Lịch sử
- 2 tháng 3 năm 2017: Tên ga được quyết định là Ga Samyang [4]
- 2 tháng 9 năm 2017: Bắt đầu hoạt động với việc khai trương Tuyến Ui-Sinseol

## Bố trí ga
| Hwagye ↑          |
| \| N/B            |
| ↓ Samyang Sageori |

| Hướng Bắc | ● Tuyến Ui-Sinseol | ← Hướng đi Hwagye · Nghĩa trang Quốc gia 19 tháng 4 · Công viên Solbat · Bukhansan Ui |
| Hướng Nam | ● Tuyến Ui-Sinseol | → Hướng đi Solsaem · Jeongneung · Đại học Nữ sinh Sungshin · Sinseol-dong →           |

## Xung quanh nhà ga
- Trung tâm phúc lợi hành chính Samyang-dong
- Trường khiếm thị Hanbit
- Trường tiểu học Seoul Suyu